# Carinatae

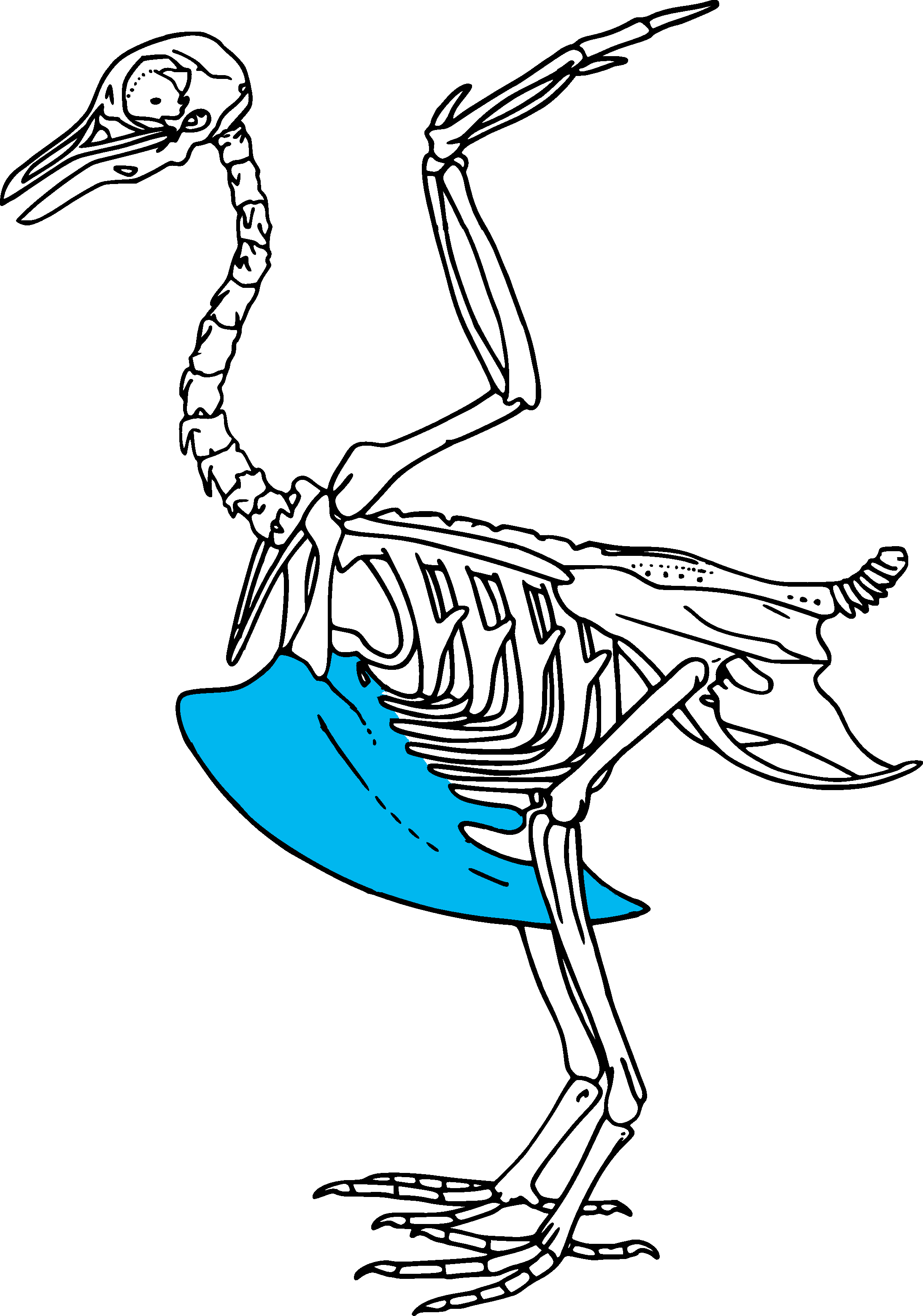
Esquema resaltando el esternón con quilla

Carinatae es un grupo de aves vivas o extintas que poseen una quilla, o "carina", en la parte inferior de su esternón usada como anclaje de los grandes músculos de vuelo de estos animales.

## Definición
Tradicionalmente, Carinatae fue definido como todas las aves cuyo esternón tenía una quilla (carina). La quilla es una cresta notoria que se sitúa en em medio del esternón y corre a lo largo de la longitud del mismo. Esta es una zona importante para la sujeción de los músculos pectorales que realizan el vuelo. Por tanto, todas las aves voladoras tienen una quilla pronunciada. Las ratites modernas, muchas de las cuales son no voladoras, carecen de una quilla bien desarrollada. Por tanto, las aves modernas fueron divididas entre las carinadas (con quilla) y las ratites (de ratis, "balsa", en referencia a su esternón aplanado). El problema con este esquema filogenético era que algunas de las aves no voladoras sin quillas desarrolladas, descienden directamente de aves voladoras que poseen una. Algunos ejemplos serían el kakapo, un loro no volador, y el dodo, un columbiforme (de la familia de las palomas). Ninguna de estas aves era una ratite. Por tanto, este rasgo supuestamente distintivo era sencillo de utilizar, pero no correspondía a una relación filogenética real.
A comienzos de la década de 1980,  Carinatae recibió varias definiciones filogenéticas. La primera fue la de un clado basado en nodos que unía a Ichthyornis con las aves modernas. Sin embargo, en muchos análisis, esta definición sería un sinónimo del término más comúnmente usado Ornithurae. Una definición alternativa fue proporcionada en 2001, nombrando a Carinatae como un clado basado en apomorfias definido por la presencia de un esternón con quilla.
El ave más primitiva conocida con un esternón con quilla es Confuciusornis. Si bien otros especímenes de esta ave antigua poseen esternones aplanados, algunos muestran un pequeño reborde que pudo haber servido para apoyar una quilla cartilaginosa.